# 福地慎太郎
福地 慎太郎（ふくち しんたろう、1980年11月18日 - ）は日本の俳優、演出家。EARLY WING所属。栃木県出身。血液型はA型。
ツツシニウムでは、主宰・作・演出・出演。

## 人物
- 趣味　空想、読書
- 特技　空手、卓球、水泳、野球、サッカー、ハードル

## 出演作品

### テレビドラマ
- 探偵ブギ
- ギークス〜警察署の変人たち〜 第1話（2024年7月4日、フジテレビ） - 西野達也 役

### テレビアニメ
- パブー&モジーズ（2012年、ギル・グラスホッパー）

### 映画
- 痴漢男（劇中アニメ）
- BOYSLOVE 劇場版

### DVD
- ほんとにあった怖い話
- 幽霊よりも怖い話

### 舞台
- 2002/10	vol.5「CALLING」
- 2003/05	vol.6「Island in the Sun」
- 2003/10	vol.7「the Second you Sleep」
- 2004/01	DearMyAnotehr vol.2「駆け込み訴え」
- 2004/05	vol.8「Windy Town」
- 2004/11	vol.9「山茶花～さざんか～」
- 2005/03	vol.10「Oasis～キカイ仕掛けの砂の街～」
- 2005/08	vol.11「WEST八百八町」
- 2005/11	vol.12「LAST SMILE」
- 2006/04	vol.13「SLeeVe～スリーヴ～」
- 2006/11	DearMyFriend改めＤＭＦ vol.01「メイカ」
- 2007/04	DearMyFriend改めＤＭＦ vol.02「メトロノウム」
- 2007/09	ＤＭＦ vol.03「FROG 新撰組寄留記」
- 2008/03	ＤＭＦ vol.04「SLeeVe RefRain」
- 2008/09	ＤＭＦ vol.05「ラーバルメモリ～larvalMemory～」
- 2009/02	ＤＭＦ vol.06「ピューパルメモリ～Pupal Memory～」
- 2009/08	ＤＭＦ vol.07「山茶花～さざんか～」
- BOYS LOVE
- team.静春主催「れでぃごぅ!!」（2011年4月15日 - 16日、せんがわ劇場）
- ENG第1回公演『SLeeVe』[1]2013年4月25日 - 4月29日 全8回公演 相鉄本多劇場
- ENG第2回公演『THRee’S』[2]2014年9月10日 - 9月15日 全9回公演 笹塚ファクトリー
- DMF/ENG公演vol.1『ラストスマイル』[3]2015年7月22日 - 7月27日 池袋シアターグリーンBIG TREE THEATER
- ENG第3回公演『関ヶ原で一人』[注 1]』[4]2015年9月30日 - 10月4日 全8回公演 六行会ホール
- 天誅-2015（2015年10月21日 - 25日、六行会ホール）
- ENG第8回公演『山茶花』[5] 2018年6月6日 - 6月10日 全8回公演 池袋シアターグリーンBIG TREE THEATER
- DMF／ENG提携公演vol.5『LAST SMILE』[6]2019年8月23日 - 9月1日 全16公演 池袋シアターグリーンBIG TREE THEATER
- ENG第11回公演『ニンギョヒメ』[7]2020年2月26日 - 3月2日 全9回公演 池袋シアターグリーンBOX in BOX THEATER
- ENG第12回公演『ほんとうにかくの？』[8]2020年12月23日 - 12月28日 全9回公演 池袋シアターグリーンBIG TREE THEATER
- ENG第15回公演『ロスト花婿』[9] 2022年6月8日 - 6月12日 全8公演 六行会ホール
  - ENG第18回公演『gagap』[10](2023年11月22日 - 11月26日、全8公演、シアターグリーンBIG TREE THEATER)

### OVA
- 眼鏡なカノジョ（男子生徒A、ウェイター、マキの彼氏、男子生徒A）

### 映像
- 2006	映画ＢＯＹＳＬＯＶＥ出演
- 2006	ＭＸＴＶ連続ドラマ　探偵ブキ出演
- 2005	ＤＶＤ幽霊よりも怖い話準主演
- 2005	ＤＶＤホントにあった怖い話主演
- 2005	映画痴漢男で声の出演

## 作・演出作品
- ENG第4回公演『Second you sleep』(演出)[11] [12]2016年5月18日 - 5月23日 全10回公演 上野ストアハウス
- ENG 第6回公演『メトロノウム』[13] 2017年6月28日 - 7月3日 全10回公演 日暮里d-倉庫
- DMF/ENG提携公演vol.3『クレプトキング』[14] 2017年11月15日 - 11月20日 全9回公演 六行会ホール
- ENG第8回公演『山茶花』[15] 2018年6月6日 - 6月10日 全8回公演 池袋シアターグリーンBIG TREE THEATER
- ENG第11回公演『ニンギョヒメ』[7]2020年2月26日 - 3月2日 全9回公演 池袋シアターグリーンBOX in BOX THEATER
- ENG第13回公演『missing〜強がり彼氏と食べちゃう彼女〜』[16]2021年3月10日 - 3月14日 全8回公演 六行会ホール
- ENG第17回公演『missing〜混血のハッシュタグ〜』[17] 2023年3月8日 - 3月12日 全8回公演 六行会ホール
- ENG第14回公演『ヨリソウ重力（ENG改定版）』[18] 2023年8月16日 - 8月20日 全8回公演 吉祥寺シアター
- ENG第22回公演『九龍の玉漿』2025年3月19日 - 3月23日、全8回公演、六行会ホール